# (37301) 2001 CA39
(37301) 2001 CA39 è un asteroide troiano di Giove del campo greco. Scoperto nel 2001, presenta un'orbita caratterizzata da un semiasse maggiore pari a 5,183636 UA e da un'eccentricità di 0,054053, inclinata di 20,347827° rispetto all'eclittica. Ha un diametro di 27,099 km e un'albedo di 0,060.